# Novoukraiinka, Ciornobai
Novoukraiinka (în ucraineană Новоукраїнка) este o comună în raionul Ciornobai, regiunea Cerkasî, Ucraina, formată numai din satul de reședință.

## Demografie
Componența lingvistică a comunei Novoukraiinka
     Ucraineană (98,82%)
     Alte limbi (1,06%)
Conform recensământului din 2001, majoritatea populației comunei Novoukraiinka era vorbitoare de ucraineană (98,82%), existând în minoritate și vorbitori de alte limbi.